# Mundraub (Website)
Mundraub.org ist eine Internetplattform, auf der Fundstellen für Obst- und Fruchtgewächse eingetragen werden können. Die Seite verfolgt das Ziel, auf vergessene Bestandteile der Kulturlandschaft hinzuweisen und sie zu schützen.

## Aktivitäten
Seit dem Start der Plattform 2009 sind deutschlandweit mehrere zehntausend Fundorte eingetragen worden. Zu den am häufigsten verlinkten Sorten gehören Apfel-, Kirsch-, Birn- und Mirabellenbäume. Neben Obstbäumen können auch Nussgewächse, Kräuter und Beerensorten eingetragen werden.
Um Missbrauch zu vermeiden, ist seit dem Relaunch der Seite im Oktober 2011 für die Markierung von Fundstellen eine Registrierung notwendig. Zuvor hatte es vereinzelt Beschwerden von Anwohnern und Gemeinden gegeben, die eine Übernutzung der markierten Bäume befürchteten.
Im Rahmen des Synagieren-Wirkcamps 2011 wurde durch Teilnehmer ein Handbuch erstellt, in dem auf allgemeine Regeln zur Nutzung und Pflege von Obstbäumen hingewiesen wird. Ab Juni 2012 wird es in einer überarbeiteten und illustrierten Version angeboten. Die Finanzierung erfolgte mittels Crowdsourcing und zählt zu den erfolgreichsten Projekten der Funding-Seite VisionBakery.
Im Jahr 2012 wurde eine Kooperation zwischen Terra Concordia gUG und dem Tourismusverband Hasetal für ein gemeinsames Projekt verabredet. Geplant ist, den Obstbaumbestand entlang des Hase-Ems-Radweges zu schützen, in dem lokale Akteure mit geschulten Paten an der Pflege mitwirken.

## Rezeption und Auszeichnungen
Die Plattform fand seit Bestehen in über 200 Presse-, 50 Radio- und über 30 TV-Beiträgen Erwähnung, in eigenen Beiträgen unter anderem im ARD-Ratgeber, Hamburger Abendblatt, im Focus, der Süddeutschen Zeitung DerWesten und im Deutschlandradio, international von Hürriyet und National Public Radio sowie in Agenturmeldungen von Agence France-Presse und Reuters.
Mundraub.org ist ausgezeichnet als Werkstatt-N-Projekt 2011 und 2012 durch den Rat für Nachhaltige Entwicklung der Bundesregierung. Das Projekt „Mundraub-Region Hasetal“ wird mit 125.000 € durch die Deutsche Bundesstiftung Umwelt gefördert.